# Голубев, Александр Валерьевич
Александр Валерьевич Голубев (27 февраля 1986, Астрахань, РСФСР, СССР) — российский футболист, выступал на позиции нападающего.

## Биография
Родился 27 февраля 1986 года в городе Астрахань. Воспитанник местного клуба «Волгарь». На взрослом уровне стал выступать с 2002 года в составе фарм-клуба «Волгаря» в любительской лиге. В 2003 году привлекался к матчам основной команды, за которую провёл 10 матчей в Первом дивизионе. В 2004 году перешёл в другой астраханский клуб «Судостроитель» (в дальнейшем ФК «Астрахань»), в составе которого отыграл 3 года. В 2007 году подписал контракт с командой «Кавказтрансгаз-2005». Однако летом того же года покинул команду и вернулся в «Волгарь», с которым заканчивал сезон в любительской лиге. В 2008 году «Волгарь» восстановил профессиональный статус и в том же сезоне стал победителем зоны ПФЛ «Юг», добившись выхода в Первый дивизион. В сезоне 2010 вернулся в «Астрахань», за которую сыграл 28 матчей и забил 13 голов, разделив 2-5 место в списке лучших бомбардиров лиги. В 2011 году подписал контракт с командой «Металлург-Кузбасс», с которой в сезоне 2011/12 выиграл зону ПФЛ «Восток». Сезон 2012/13 начал с командой в ФНЛ, однако зимой 2013 года покинул команду, в очередной раз подписав контракт с клубом «Астрахань». Сезон 2013/2014 отыграл в клубе «Амур-2010», после чего, летом 2014 года подписал контракт с клубом чемпионата Армении «Гандзасар». В Высшей лиге Армении провёл 3 матча и уже через месяц расторг контракт с клубом, оставшись в статусе свободного агента. 25 февраля 2015 года в четвёртый раз стал игроком «Астрахани», за которую выступал до конца календарного года. Последним клубом игрока стал «Ротор-2», в составе которого он выступал в 2016 году в любительской лиге.

## Достижения
«Волгарь-Газпром-2»
- Победитель первенства ПФЛ (зона «Юг»): 2008

«Металлург-Кузбасс»
- Победитель первенства ПФЛ (зона «Восток»): 2011/2012